# Liste der Naturdenkmale in Geilnau
Die Liste der Naturdenkmale in Geilnau nennt die im Gemeindegebiet von Geilnau ausgewiesenen Naturdenkmale (Stand 20. Mai 2024).

## Naturdenkmale
| Nr.         | Bezeichnung         | Lage                              | Beschreibung                                                                | Bild                                    |
| ----------- | ------------------- | --------------------------------- | --------------------------------------------------------------------------- | --------------------------------------- |
| ND-7141-408 | Rosskastaniengruppe | Lahnstraße, gegenüber Nr. 93 Lage | Aesculus hippocastanum, zwei Exemplare, um 1830 gepflanzt, 26 und 27 m hoch | Direkt Bild zu diesem Denkmal hochladen |